# Mont Taou Blanc
Le mont Taou Blanc, ou mont Tout Blanc, est un sommet des Alpes italiennes (3 438 mètres) situé en Vallée d'Aoste, dans le massif des Alpes grées.
Il se trouve sur la ligne de crête séparant le val de Rhêmes du Valsavarenche et fait partie du massif de la Grande Sassière et du Rutor.
Il offre une vue remarquable sur le massif du Grand-Paradis.
Associé au pic de l'Aouillé et à la cime d'Entrelor, il constitue un circuit de randonnée de haute montagne.